# Ellbögen
Ellbögen je obec v Rakousku ve spolkové zemi Tyrolsko v okrese Innsbruck-venkov.
Žije zde přibližně přibližně 1 100 obyvatel.

## Historie
Slunečné svahy Ellbögenu na Patscherkofelu byly osídleny již v pravěku, v roce 1967 byly ve Sant Peteru nalezeny ilyrské popelnicové hroby. Po přistěhování Bavorů byli největšími vlastníky půdy hrabata z Andechsu a později tyrolští panovníci. V roce 1031 je "villa Taerzins" (čtvrť Tarzens) zmíněna v (zakázané) darovací listině Arnolda I. z Moritu, hofmistra biskupského kostela v Brixenu, klášteru Benediktbeuern. Samotný Ellbögen je v seznamu plátců daní kláštera Schäftlarn z let 1170 až 1173 uváděn jako Ellenbogen.
Pro obec měla velký význam 23 km dlouhá "solná cesta" z Hall v Tyrolsku přes Ampass, Patsch a Ellbögen do Matrei am Brenner, dnešní Ellbögener Straße (L 38). Toto spojení mezi údolím Unterinntal a údolím Wipptal bylo pravděpodobně vybudováno již Římany. Díky solným dolům v Hallu se zde rozvinul čilý dopravní ruch a v Ruggschreinu byla zřízena celnice. Pro dopravní ruch jsou charakteristické četné hostince a kovárna u mostu Mühltaler, která je zmiňována v roce 1395. Během historických válek sloužila cesta opakovaně jako komunikace pro vojska.
V 16. a 17. století měla hospodářský význam těžba mědi a sirníků v údolích Viggartal a Arztal. Ruda z Arztalu se údajně používala k odlévání "černého kamene" v innsbruckém dvorním kostele. Ruda se musela dopravovat na velké vzdálenosti do hutí v Ehrwaldu, což způsobilo, že se těžba v roce 1649 stala nerentabilní.
Farní kostel byl postaven v roce 1472 a koncem 18. století byl přestavěn v barokním slohu.
Významnou stavbou je také mlýn na potoce Falkasanerbach. Mlýn Hinterloch se nachází v obci Innerellbögen směrem na Arztal. Na hřebenu mlýnského kola je vyrytý letopočet 1738, který pravděpodobně odkazuje na obnovu této části kola. Vzhledem k tomu, že mlýn byl v provozu až do roku 1951 a mlýnské kolo bylo do té doby stále funkční, lze stáří mlýna klást snad až do tohoto období (asi 200 let).

## Poloha
Ellbögen je roztroušená osada dvanáct kilometrů jižně od Innsbrucku, která se nachází na východní straně údolí Wipptal. Rozsáhlé území obce je na západě ohraničeno řekou Sill, na severu říčkou Ruggschreiner Bach a na jihu říčkou Falkasanerbach, která odvodňuje Arztal. Mezi nimi leží Viggartal, kterým protéká řeka Mühlbach. Nadmořská výška obce je v rozmezí 900 až 1300 m.
Rozloha obce Ellbögen je 34,45 km², z toho 10,8 % připadá na zemědělskou půdu, 16 % tvoří alpské louky a 45 % lesy.
Turistickou základnou ve Viggartalu je Meißner Haus v nadmořské výšce 1720 m n. m.

## Členění
Obec Ellbögen je také katastrální obcí, místní části jsou:
- Hennenboden (vesnice)
- St. Peter (vesnice)
- Mühltal (vesnice)
- Tarzens (Rotte)
- Erlach (malá vesnice)
- Niederstraße (rozptýlené domy)
- Oberstraße (rozptýlené domy)
- Oberellbögen (rozptýlené domy)
- Innerellbögen (rozptýlené domy)
- Penzen (osada)

Kromě toho se v obci nacházejí alpské pastviny: Arztaler Hochleger, Arztaler Niederleger, Hörtnaglalm, Kellerhütte a Profeglalm.

## Sousední obce
Ellbögen sousedí
| Patsch                 | Lans Sistrans Aldrans | Rinn   |
| Schönberg im Stubaital |                       | Tulfes |
|                        | Matrei am Brenner     |        |